# NGC 335

NGC 335

إن جي سي 335 (بالإنجليزية: NGC 335)‏ التي يرمز لها بالرمز NGC 335، هي مجرة، في كوكبة قيطس.

## الاكتشاف
اكتشفت في 1886، بواسطة Francis Preserved Leavenworth.